# BeiDou
Navigační systém BeiDou (BDS; zjednodušená čínština: 北斗导航系统; pinyin: běidǒu dǎoháng xìtǒng, také český přepis Pej-tou) je ve 3. generaci projekt autonomního globálního družicového polohového systému (GNSS) Čínské lidové republiky, který byl v 1. generaci funkční jen na území Číny, ve 2. v asiopacifickém regionu a v současné 3. generaci je dostupný na celém povrchu Země (od roku 2020). Poslední satelit byl vypuštěn 23. června 2020.

## Historie

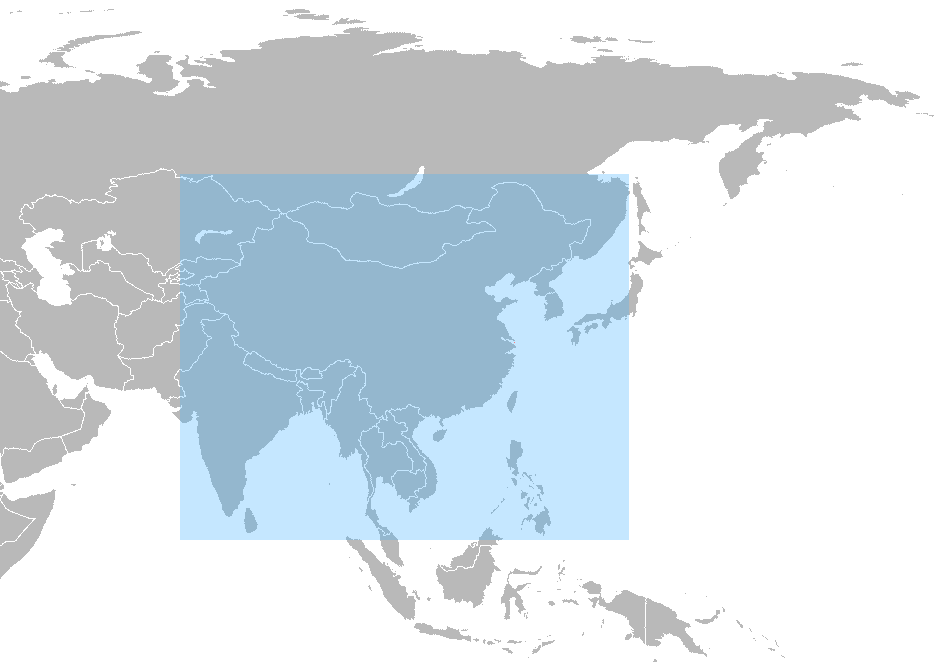
Pokrytí Číny první generací BeiDou-1

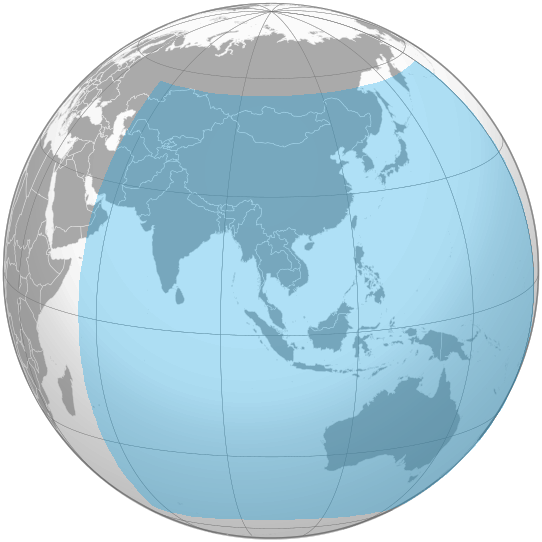
Pokrytí asiopacifického regionu BeiDou-2 od roku 2012

Systém je pojmenován podle souhvězdí Velké medvědice, čínsky Běidǒu, v letech 2007-2012 používal název Compass (Beidou-2), po roce 2015 se vrátil k původnímu názvu (Beidou-3).
BeiDou-1, regionální polohový družicový systém v regionu území Číny, byl spuštěn 30. října 2000 (verze 1A; verze 1B pak 20. prosince téhož roku) za použití 3+1 geostacionárních družic. Byl omezen na území Číny (území mezi 70. a 140. stupněm východní délky a 5. a 55. stupněm severní šířky) jako aktivní služba s omezeným počtem uživatelů (uživatel musel požádat o určení své polohy) a byl funkční do prosince 2012. První geostacionární družice systému Beidou byly odvozeny z geostacionárních komunikačních satelitů typu BFH-3. Hmotnost každé z nich je přibližně 1 tuna a komunikují na frekvencích 2491,75 MHz.
BeiDou-2 (Compass), regionální polohový družicový systém v asiopacifickém regionu, je provozován od prosince 2012, a využívá zejména geostacionární a geosynchronní družice. Je plně pasivní a tedy bez omezení počtu uživatelů (uživatel si polohu vypočítává sám). Poslední družice této generace budou vypuštěny v roce 2019.
BeiDou-3, globální polohový družicový systém, je testován od roku 2015, kdy byly vypuštěny první ověřovací družice. Skokový vývoj nastal v roce 2018, kdy bylo vypuštěno 17 družic a díky tomu je v pilotním provozu od roku 2019. BeiDou třetí generace je založen zejména na družicích s polárními drahami podobně jako GPS, Glonass, Galileo.

## Princip funkce BeiDou-3
| Blok | Plánovaná životnost (roky) | Období    | Vypuštěno& (MEO+IGSO+GEO) | Ve službě&               |
| --- | -------------------------- | --------- | ------------------------- | ------------------------ |
| I | 5                          | 2000–2007 | 0+0+4                     | 0                        |
| II | 5                          | 2009–2019 | 5+8+7                     | 3+7+5                    |
| III test |                            | 2015–2016 | 3+2+0                     | 0                        |
| III | 8–12                       | 2017–2020 | 25+4+3 0$+0$+1$           | 24+3+2 2*+2*+1*          |
| Celkem | Celkem                     | Celkem    | 33+14+10 0$+0$+1$ =57 +1$ | 27+10+7 2*+2*+1* =44 +5* |
| v Výhled, plán. $ V přípravě. ✝ Ztracen při startu nebo selhalo oživení. * Zavádění do provozu, testy nebo v záloze, údržbě. & Střední polární (MEO) + geosynchronní (IGSO) + geostacionární (GEO) dráha družice. (Poslední změna: 1. června 2022) |                            |           |                           |                          |

BeiDou-3, globální polohový družicový systém, má v budoucnu (cca 2020) sestávat z celkem 35 družic, 27 z nich je (podobně jako u GPS a Galileo) situováno na středním zemském orbitu, 5 na geostacionární dráze a 3 na geosynchronní dráze.
Systém má poskytovat služby na dvou úrovních – otevřené (pro veřejnost) a autorizované (pro vojenské účely). Veřejně přístupná verze má projektovanou polohovou přesnost < 10 m, rychlost < 0,2 m/s a čas < 20 ns.
Signály jsou digitálně multiplexovány metodou CDMA. Ta používá 4 frekvenční pásma (B1, B2, B3, L5), na kterých má být vysíláno 5 volných a 5 autorizovaných signálů. Některé z nich budou po plné modernizaci z Beidou-1 na Beidou-2 opuštěny . Některá pásma a signály včetně kódování (např. B1-BOC a L5) jsou totožné s ostatními systémy, protože Čína bilaterálně spolupracuje na interoperabilitě s USA (GPS), Ruskem (Glonass) a EU (Galileo).
Své služby na globální úrovni začal poskytovat v Číně v prosinci 2011 s 10 satelity na orbitě. Na konci roku 2012 poskytoval Beidou přesnost v poloze v regionu Číny <10 m, ale např. v Africe více než 30 m.
| Frekvenční pásmo           | Veřejné signály | Autorizované signály |
| B1                         | B1 I*, B1-BOC   | B1 Q, B1-2           |
| B2                         | B2 I*, B2-BOC   | B2 Q                 |
| B3                         | -               | B3*, B3-BOC          |
| L5                         | L5              | -                    |
| -------------------------- | --------------- | -------------------- |
| *Zastaralé, bude upuštěno. |                 |                      |